# Xã Clement, Quận Clinton, Illinois
Xã Clement (tiếng Anh: Clement Township) là một xã thuộc quận Clinton, tiểu bang Illinois, Hoa Kỳ. Năm 2010, dân số của xã này là 475 người.